# Hovedblærespiræa
Hovedblærespiræa (Physocarpus capitatus), også skrevet Hoved-Blærespiræa, er en løvfældende busk med en opret og tæt forgrenet vækst. Hovedblærespiræa hører hjemme i den vestlige del af Nordamerika. Frugterne er oppustede, skinnende røde bælgkapsler med mange frø.

## Beskrivelse
Barken er først lysegrøn og spredt håret. Senere bliver den rødlig og næsten hårløs. Gamle grene får en opsprækkende bark med langsgående striber i beige og rødbrunt. Knopperne er spredtstillede, tilliggende og smalle. 
Bladene er trelappede med bugtet eller tandet rand. Oversiden er kruset og græsgrøn, mens undersiden er noget lysere. Blomstringen sker i maj-juli, hvor man finder blomsterne samlet i endestillede, tætte hoveder. De enkelte blomster er regelmæssige og 5-tallige med hvide kronblade. Frugterne er oppustede, skinnende røde bælgkapsler med mange frø.
Rodnettet er højtliggende og når vidt omkring. Grenene slår rod, når de har vedvarende jordkontakt.
Højde x bredde og årlig tilvækst: 2,5 x 2 m (25 x 20 cm/år).

## Hjemsted
Hovedblærespiræa hører hjemme i den vestlige del af Nordamerika, dvs. fra Alaska til Californien og fra kysten og ind til staterne Montana og Utah. Den fortrækker fugtige, let skyggede voksesteder i moser, under let skyggende træer og langs floder og søer. 
På flodsletten langs Willamette-floden voksede arten oprindeligt sammen med bl.a. alm. mahonie, amerikansk tørst, balsampoppel, douglasgran, hvid ask, kæmpeløn, laksebær, oregonask, oregoneg, oregonel, rævehalespiræa, Umbellularia og vestamerikansk mahonie

## Anvendelse
Busken kan bruges som uklippet hæk, til kantbeplantning og i læhegn og vildtbeplantninger.
| Portal | Portal:Botanik |

## Note
1. ↑  James R. Habeck: The Original Vegetation of the Mid-Willamette Valley, Oregon (Webside ikke længere tilgængelig) (engelsk)